# Tlaxcala (stad)
Tlaxcala (officiellt Tlaxcala de Xicohténcatl) är en stad i centrala Mexiko och är den administrativa huvudorten för delstaten Tlaxcala. Staden grundades år 1520.

## Stad och storstadsområde
Staden har 16 414 invånare (2007), med totalt 87 160 invånare (2007) i hela kommunen Tlaxcala på en yta av 53 km². Den största orten inom kommunens gräns är faktiskt inte Tlaxcala utan Ocotlán, med 22 970 invånare (2007). 
Storstadsområdet, Zona Metropolitana de Tlaxcala, har totalt 283 847 invånare (2007) på en yta av 327 km². Området består av kommunerna Tlaxcala, Amaxac de Guerrero, Apetatitlán de Antonio Carvajal, Chiautempan, Contla de Juan Cuamatzi, La Magdalena Tlaltelulco, Panotla, San Damián Texóloc, San Francisco Tetlanohcan, Santa Isabel Xiloxoxtla och Totolac. 